# Exorista thomasi
Exorista thomasi är en tvåvingeart som beskrevs av Louis-Paul Mesnil 1960. Exorista thomasi ingår i släktet Exorista och familjen parasitflugor. Inga underarter finns listade i Catalogue of Life.